# Maksimijanov prestol
Maksimijanov prestol (ali Maximianus), tudi Maksimijanova katedra, je prestol, ki je bil narejen za nadškofa Maksimijana iz Ravene in je zdaj na ogled v Nadškofovskem muzeju v Raveni. Na splošno velja, da je bil prestol izrezljan na grškem vzhodu Bizantinskega cesarstva in pripeljan v Ravenno, vendar se že dolgo razpravlja o tem ali je bilo v Konstantinoplu ali Aleksandriji. 
Slog je mešanica zgodnjekrščanske umetnosti in prve zlate dobe bizantinske umetnosti. Izdelan je iz plošč rezbarjene slonovine, z okvirji vijugaste trte na lesenem okvirju . Prestol je velik, s polvisokim in polkrožno zaključenim hrbtom in je morda imel okrašen križ ali evangelij . Slonovina je izdelana v reliefu, plošče prikazujejo pomembne biblijske like. Na hrbtni strani so prikazani prizori Kristusovega življenja, na straneh so prizori iz zgodbe o Jožefu iz Geneze, na sprednji strani so štirje evangelisti okoli Janeza Krstnika, ki drži medaljon z Jagnjem Božjim (Agnus Dei) in ime Maximian nad njim .

## Zgodovinski okvir
Maksimijan je bil »slab diakon Pulja, ki se je s svojo politično okrutnostjo povzpel na visok položaj«, kot varovanec Justinijana I.. Ni prišel kot nadškof po volji Ravencev, temveč »je s pametnim ravnanjem premagal nasprotovanje in si pridobil spoštovanje zaradi svoje presoje, velikodušnosti in velikih cerkvenih stavbah in dekoracijah« . Prikazan je in imenovan v velikem naslovu v znamenitem mozaiku Justinijanove bazilike San Vitale, kjer ga obkrožajo njegovi ministri in telesni stražarji (ki se ujema s ploščo cesarice). Njegov prestol je datiran v približno leto 545—553 in se domneva, da je bil izrezljan v Konstantinoplu in pripeljan v Raveno. Verjetno ga je naročil Justinijan in ga poklonil Maksimijanu, ko je postal nov nadškof, da bi spodbudil in krepil njegovo avtoriteto, ker ni bil vedno priljubljen .
Prestol prikazuje Justinijanovo prisotnost v Raveni, ki je bila zahodna prestolnica rimskega imperija in bizantinskega cesarstva. Maksimijan je morda ravnal kot regent na preostalem bizantinskem ozemlju v Italiji in mogoče je bilo, da bi ga moral pustiti praznega, da simbolizira avtoriteto Boga ali cesarja ali obeh. Mnogi so tudi verjeli, da prestol ni namenjen nadškofovi osebni uporabi. Katedra je bila postavljena v središče apside v stolnici s klopmi za duhovnike na obeh straneh. Prestol so nosili tudi v času verskih obredov. Okrašena hrbtna stran in stranici sta nakazali, da je bil prestol zasnovan tako, da so ga prenesli iz apside in postavili v bližini cerkve, medtem ko je škof nagovoril kongregacijo, namesto da bi ostal ob steni. 
Darilo je bilo tudi za posvečenje bazilike San Vitale  Justinian hired 6th-century Byzantine artists, who were summoned by the court to Constantinople from around the Empire, to create this piece.. Justinian je najel bizantinske umetnike iz 6. stoletja, ki jih je dvor pozval v Konstantinopel iz vsega cesarstva, da bi ustvarili to delo. Slog slonovine in celo sama uporaba le-te kaže, da prestol pripada šoli za rezbarjenje v slonovini. Menijo tudi, zaradi različnih slogov v prestolu, da so bili nekateri deli ali celo celotni prestol narejen v Aleksandriji.  Kljub temu pa trdijo, da kult sv. Menna ni bil omejen le na Egipt, ampak mu je bila v Konstantinoplu posvečena cerkev. En argument za poreklo v Egiptu, je lokalni pomen zgodbe o Jožefu, ki mu je podarjena taka pomembnost, toda Meyer Schapiro dokazuje umetniško in literarno tradicijo z uporabo Jožefa, ki je postal minister za svojega faraona kot simbol za vlogo škofa, ki je v tem obdobju običajno pomenila pomembno vlogo v civilni vladi. 

## Tehnična analiza
Rezbarija je bila uporabljena v mnogih luksuznih bizantinskih skulpturah, vključno z diptihi, kot je Poklon Treh kraljev in Barberinijev diptih, ki sta predstavljala Justinijana kot Svetega cesarja. Prestol je največje samostojno pozno antično umetniško delo iz slonovine in privlači s preprostimi in sorazmernimi linijami skupaj z rezbarijami.
Velikost prestola in jasne slogovne razlike med ploščami kažejo, da gre za delo več bizantinskih umetnikov iz 6. stoletja. Tehnika kaže, da sta vsaj dva različna umetnika neenakih spretnosti izvedla rezbarije. Čeprav je splošen slog mogoče prepoznati, so plošče na sprednji strani v primerjavi s prizori na straneh in hrbtni strani, zelo drzne in precej nepredvidljive.
Dimenzije so 0,6 m x 1,5 m. Od plošč na hrbtni strani prestola je preživelo ali je bilo obnovljeno samo 16 od 24 plošč. Trenutno ohranjen je prikazan v Museo Arcivescovile, ki ima tudi kapelo Sant'Adrea in dela iz stare stolnice. Bizantinska cerkev ni podpirala skulptur v krogu, v strahu, da se bo spominjala na idole grške in rimske poganske vere. Tako so bile narejene in dovoljene majhne rezbarije v reliefu. Ta slog vključuje figure, ki so rahlo v ozadju in ne prosto stoječe. To ustvarja mešanico 2 in 3 dimenzionalnosti.
Dve različni tehniki dveh različnih umetnikov bi lahko razložili s pandemično kugo, ki je ta čas razsajala (okoli leta 540, Justinijanova kuga). Kuga se je razširila nad rimsko cesarstvo iz vzhodne Afrike po slonokoščeni poti, umetniki pa so bili med zgodnjimi žrtvami bolezni. Poslabšanje tehnike bi se lahko razložilo z boleznijo glavnega mojstra in morebitno željo cesarja, da čim prej zaključi delo.

## Formalna in slogovna analiza
Maksimijanov prestol je ključno delo Justinianovega sloga zgodnje bizantinske umetnosti. Zunanjost slonovine je zasnovana kot vrsta okvirjev, čeprav navidezne strukturne vloge odsekov ne odražajo v celoti njihove dejanske funkcije. Nenavadna značilnost je, da je globina reliefa navadno globlja v dekorativnih okvirjih, kot v stalih. Celotna shema je izjemno bogata in prikazuje nekakšno horror vacui ('strah praznega prostora') . Umetniki so prilagodili zapletene vzorce in modele iz tekstila in rezbarij Bližnjega vzhoda in jih prenašali v svoje umetnine. Okvirni elementi prestola so okrašeni z vinsko trto, značilno za zgodnjekrščansko umetnost, z živalmi in ptiči v skrivnih vejah trte.
Veliko prizorov na prestolu, kot je Kristusov čudež in Jožefova zgodovina, je mogoče najti tudi v številnih drugih delih, vključno z mozaiki in rokopisih. Štirje evangelisti, predstavljeni na prednjem delu prestola, so bili tudi zelo pogost motiv, ki se je uporabljal v celotnem srednjeveškem obdobju. Figure kažejo močno naklonjenost kontrapostu, »dediščina grško-rimske umetnosti, ki pa je postal nekakšen [[manierizem« .

## Ikonografska analiza
Maksimijanov prestol simbolizira sedež oblasti in statusa. Priznan je kot sedež nekoga z močjo v srednjeveškem času. Stol ne pomeni le počitek telesa, temveč tudi osredotočenje uma. V postavitvi, kot je stolnica stol odraža versko in duhovno stališče pripadnikov cerkve. Katedra je uradni sedež škofa.
Na prestolu so prizori stare in nove zaveze, ki prikazujejo zgodbo o Jožefu in Kristusovem življenju. Prizorišča Nove zaveze imajo značilno podobo egipčanskih primerov novih zavez in se v sedmem stoletju nadaljujejo na koptskih spomenikih. 

### Sprednji del sedeža
Na sprednji strani prestola je skupno pet plošč. Štiri plošče prikazujejo evangeliste, ki držijo knjige. Zadnja plošča ilustrira Janeza Krstnika, ki drži svoj emblem jagnjeta. To je zelo pogosta tema, ki je prikazana v številnih rokopisih in mozaikih.
Oblika sprednjega dela vsebuje steblo vinske trte, ki se je močno uporabljala v zgodnji krščanski umetnosti. Umetniki, ki so ustvarili prestol, so vključili živali in ptice v trto. Na spodnji meji sprednje strani sta dva levja stražarja, ki ščitita vazo, iz katere raste trta. Na zgornjem mejnem pasu je par pavov, ki obkrožajo monogram nadškofa Maksimijana. Pavi simbolizirajo ptice nesmrtnosti.

### Stranski del
Na strani prestola je 10 plošč, ki predstavljajo dogodke iz Jožefove zgodbe v knjigi Geneza. Umetniški slog teh prizorov je iz šestega stoletja, ki ga je mogoče razlikovati po načinu rezbarjenja. Prizorišča življenja Jožefa, izbira kostumov, dekoracije in tehnike so dosledno podobne krščanski umetnosti v Egiptu.

### Hrbtni del
Na hrbtni strani prestola je bilo 24 plošč, ki prikazujejo Novo zavezo, natančneje Kristusovo življenje in apokrifne prizore iz Življenja Device.

#### Posamezni prizori
- Aleksandrijsko-koptska različica Kristusovega rojstva prikazuje Devico, ki leži na žimnici, ki je bolj orientalska tema. Medtem ko so zahodne Device sedele na stolu.
- Prizor z Oznanjenjem prikazuje Devico, ki sedi na levi, na vrbovem stolu, in vrti vijolično oblačilo za tempelj. Razen primerov, navedenih zgoraj, se ta vrsta prizorišča zgodi samo na spomenikih koptskega porekla.
- Prizor zgodbe o Betlehemu, ko Jožef pomaga noseči Devici na žival, ki jo vodi angel, je zelo redko prizorišče zgodnje krščanske umetnosti. Ta vrsta prizorov je najverjetneje narejena v Aleksandriji, od koder je značilna vrsta koptske umetnosti.